# Baume-les-Messieurs
Baume-les-Messieurs település Franciaországban, Jura megyében. Lakosainak száma 159 fő (2022. január 1.). Baume-les-Messieurs Hauteroche, Lavigny, Nevy-sur-Seille, Pannessières és Perrigny községekkel határos.

## Népesség
A település népességének változása:
| Lakosok száma | 231  | 174  | 196  | 196  | 181  | 175  | 162  | 160  | 158  | 159  |
|               | 1968 | 1982 | 1990 | 2006 | 2013 | 2015 | 2017 | 2019 | 2020 | 2022 |